# 1990年代の開発協力
1990年代の開発協力(Development Aid in 1990's)は、1989年12月に、DAC（OECD開発援助委員会）上級会議において採択された1990年代の経済協力の方向性を示したステートメントである。

## 内容
ロバート・チェンバースが参加型開発を、1990年代の開発協力を主導する理念として提唱したもの。発展途上国における自助努力の重要性を指摘し、発展途上国における、政策支援及びインフラ整備、持続的な経済成長の促進、広範囲に及ぶ参加型の開発、人口増加の抑制などを主な内容とし、途上国への援助を維持しながらも、社会主義の崩壊した東欧への支援を開始することも指摘されている。